# Krosolus medius
Krosolus medius är en insektsart som beskrevs av Nielson 1992. Krosolus medius ingår i släktet Krosolus och familjen dvärgstritar. Inga underarter finns listade i Catalogue of Life.